# Gynoplistia (Gynoplistia) hiemalis
Gynoplistia (Gynoplistia) hiemalis is een tweevleugelige uit de familie steltmuggen (Limoniidae). De soort komt voor in het Australaziatisch gebied.